# Nína Björk Árnadóttir
Nína Björk Árnadóttir, född 7 juni 1941, död 16 april 2000, var en isländsk författare och skådespelare. Hon debuterade i antologin Ung ljóð (Ung dikt) år 1965.
Förutom ett flertal diktsamlingar har Nína Björk även skrivit några skådespel som till exempel Fótatak (Fotsteg) från 1972. Árnadóttirs dikter centreras ofta av problem med religiös och psykologisk karaktär. I Maj-Lis Holmbergs Europa slutar här från år 1983 återfinns även dikter av Nína Björk Árnadóttir översatta till svenska.